# Ministerio de Transporte de Guerra
El Ministerio de Transporte de Guerra (MoWT por su sigla en inglés) fue un departamento del gobierno británico creado a comienzos de la Segunda Guerra Mundial para gestionar la política y recursos de transporte del Imperio Británico. El ministerio nació al fusionarse las funciones del Ministerio de Navegación con las del Ministerio de Transporte, de modo que la responsabilidad del transporte marítimo y el transporte terrestre pasaron a una sola cartera, aliviando los problemas de coordinación en tiempos de guerra.
El MoWT se fundó el 1 de mayo de 1941, siendo nombrado como Ministro de Transporte de Guerra Lord Leathers. Tras las elecciones generales de julio de 1945, Alfred Barnes fue nombrado Ministro de Transporte de Guerra, permaneciendo en el cargo luego de que el departamento pasara a llamarse Ministerio de Transporte, en abril de 1946.

## Divisiones
La jurisdicción del MoWT cubría todas las formas de transporte y heredó numerosas y variadas responsabilidades de sus organizaciones matrices. Del Ministerio de Transporte Marítimo, sus obligaciones incluían:
- Asignación de la División de Arqueo, responsable de la provisión de embarques, distintos de los de línea, pero que incluían buques cisterna y otras embarcaciones costeras. Esta división estuvo encabezada por Edward Max Nicholson desde 1942 hasta 1945.[3]
- División de gestión de buques, responsable de la City Central Chartering Office, que fletaba barcos en nombre del gobierno en el Baltic Exchange, tanto en Londres como en el extranjero.
- División del Carbón, que aseguraba la provisión de instalaciones de abastecimiento de combustible en el país y en el extranjero para el uso de la navegación mercante controlada.
- División de cabotaje y transporte marítimo de corta distancia, responsable del control en aguas domésticas.
- División de Servicios Comerciales, responsable de revisar los requisitos de los departamentos gubernamentales que necesitaban transportar productos básicos esenciales para las necesidades militares, civiles o industriales, y organizar el suministro de tonelaje.
- División de Relaciones Marítimas Extranjeras, responsable de las negociaciones para el uso de barcos extranjeros y la política sobre el transporte marítimo extranjero y neutral.
- División General, responsable del seguro de riesgos de guerra, el esquema de reemplazo de tonelaje y los asuntos generales de navegación.
- División de líneas marítimas, responsable de la operación del esquema de requisado de líneas marítimas.
- División de transporte marítimo en fuentes oficiales de la Royal Navy conocida como el Departamento de Transporte Marítimo,[4] responsable de todos los requisitos de transporte marítimo de las fuerzas armadas, lo cual le otorgaba el control de los buques de tropas, buques de suministro, buques hospital y auxiliares de flota, incluidos cruceros mercantes armados, barcos de provisiones y municiones, barcos de rescate, embarcaciones de abordaje oceánico y remolcadores. También controló el reclutamiento de tripulantes civiles.[5]
- División de gestión de embarcaciones, que se ocupaba de la gestión de los barcos de propiedad, requisados o incautados por el departamento a través de varios armadores.
- División de control de operaciones navieras, responsable del requisado, fletamento y asignación del transporte marítimo mercante británico. Además, determinaba la conciliación entre las demandas de importación, con la capacidad de envío, la adquisición y fletamento de embarcaciones aliadas y neutrales y los acuerdos de envío asociados entre los gobiernos británico y extranjero. La división también fue responsable de la coordinación con la Administración de Transporte de Guerra de Estados Unidos, a través de la Misión de Transporte Mercante Británico del Ministerio, con sede en Washington D. C., y las Juntas de Ajuste de Transporte Combinado establecidas en Londres y Washington en 1942,[6] para permitir que el Reino Unido y las autoridades estadounidenses proporcionaran el uso más eficaz de sus recursos de envío en el transporte de mercancías, materias primas y material de guerra al frente.[7] La cooperación con los aliados y otros países desarrolló aún más hacia el final de la guerra, con el establecimiento de la Autoridad Marítima Unida.
- División de buques cisterna, responsable del transporte de fueloil, melaza, aceite de ballena y aceite de palma por buques cisterna y el enlace con otros departamentos gubernamentales interesados.
- Oficina de seguros de riesgos de guerra, responsable de la gestión del esquema de seguro marítimo contra pérdidas de buques mercantes en servicio gubernamental.

En 1942 se crearon nuevas divisiones responsables de la reparación de barcos, preocupadas por las estadísticas y la inteligencia. Después del final de la guerra, en mayo de 1945, aquellas divisiones que no fueron disueltas o absorbidas por otras divisiones, gradualmente asumieron funciones relativas a la política de transporte marítimo en tiempos de paz.
Del Ministerio de Transporte heredó la responsabilidad de todas las carreteras, ferrocarriles, canales y puertos de Gran Bretaña, e incluyó:
- División de ferrocarriles, encargada de la tramitación y difusión de las instrucciones y la información que asegurara una cooperación eficaz entre las distintas empresas ferroviarias británicas, cuyos altos funcionarios conformaron el Comité Ejecutivo Ferroviario.[8]
- Inspección de ferrocarriles, responsable de las disposiciones de seguridad, inspección de vías, investigación de accidentes e inspección del sistema operativo de la red de ferrocarriles.
- División de transporte por carretera, responsable de la concesión de licencias a los autobuses y sus conductores, así como los camiones; la regulación de la construcción, iluminación y uso de vehículos automotores; los límites de velocidad; registro de vehículos e impuestos y seguro obligatorio.[9]
- División de carreteras, responsable de la seguridad del transporte por carretera, matriculación y concesión de licencias de vehículos particulares, seguridad vial y control del tráfico.
- División de ingeniería de carreteras, responsable de la construcción y reparación de carreteras.[10]
- Organización del transporte por carretera, responsable de los acuerdos voluntarios realizados con los operadores de transporte para economizar en el uso de combustible y caucho, mantener una flota de vehículos de larga distancia y asegurar el uso más efectivo de los recursos del transporte por carretera.
- Departamentos de marina, responsables de dársenas, puertos y muelles.[11]
- La Guardia Costera de Su Majestad estuvo dirigida por el Almirantazgo desde mayo de 1940, pero fue puesta bajo el control del MoWT, desde octubre de 1945.[12]